# J.B.O.
Pour les articles homonymes, voir JBO.
J.B.O., ou JBO, est un groupe de fun-metal allemand, originaire d'Erlangen. Le 31 juillet 2004, le groupe fête ses 15 ans d'existences à Erlangen au Dechsendorfer Weiher sous le slogan 30 Halbe (moitié de 30). En 2014, J.B.O. joue à la 25e édition du Wacken Open Air, et à la 17e édition du Summer Breeze Open Air pour y célébrer leur 25e anniversaire.

## Biographie

### Débuts etHead Bang Boing(1989–2007)
Le groupe est formé en 1989 à Erlangen par Vito C. et Hannes « G.Laber » Holzmann pour ne faire qu'un « projet de Plaisir » et à l'origine pour une seule apparition au festival Newcomer d'Erlangen. Le nom originel du groupe était James Blast Orchester. En raison d'un conflit juridique avec la maison de disques de James Last le groupe a dû changer son nom en 1996 en une forme abrégée (J.B.O.), nom encore utilisé actuellement, parce qu'il existait prétendument un risque de confusion. Aujourd'hui le groupe est lu sous la signature James zensiert!chester, zensiert voulant dire censuré.
Après l'an 2000, deux des membres fondateurs ont quitté le groupe (Schmitti et Holmer « a Bier » Graap), et en 2001 Ralph Bach et Wolfram Kellner rejoignent le groupe. Kellner jouait dans le passé dans le groupe folk Fiddler's Green, ce qui implique la phrase fortement influencée de Fiddler's Green « man sagt sogar, dass Wolfram früher Folk-Musik g’macht hätt » (« on dit même que le Wolfram a tôt fait de la musique folk ») dans la chanson Arschloch und Spaß dabei (abruti et plaisir en même temps).
Le 31 juillet 2004, le groupe fête ses 15 ans d'existences à Erlangen au Dechsendorfer Weiher sous le slogan 30 Halbe (moitié de 30). En 2005, ils faisaient partie des nombreux groupes à participer au concert d'adieu de Böhsen Onkelz à l'EuroSpeedway à Lausitz devant près de 100 000 spectateurs. Lors de l'année 2007 le groupe joue au Earthshaker-Festival, au Kieler Woche et au fameux Wacken Open Air. Le 28 septembre 2007, le nouvel album baptisé Head Bang Boing est paru.

### I Don’t Like MetaletKilleralbum(2008–2013)
En juillet 2009, J.B.O. est récompensé pour la deuxième fois d'un disque d'or pour 250 000 exemplaires vendus. Cette même année, le premier single Angie – Quit Living on Dreams, une reprise de 'la chanson Jeanny de Falco. Avant la sortie du CD sur le marché, une vidéo du groupe masqué sous le nom de Hells Angies est enregistrée et publiée sur Internet. Le 14 août 2009 sort le huitième album studio du groupe, I Don’t Like Metal au label Megapress. Pour cet album, l'édition spéciale contient un disque bonus. Ils jouent avec Sepultura au festival Earthshaker le 19 juillet 2008. L'album atteint la sixième place des classements allemands. 
Le 10 octobre 2009, J.B.O. célèbre son vingtième anniversaire avec une tournée appelée 2000 Jahre J.B.O.. Ils jouent notamment avec Vicki Vomit, et enregistrent leur tournée pour l'album live 2000 Jahre J.B.O., publié le 28 mai 2010, avec un disque bonus pour l'édition spéciale. Ils rééditent également Live-Sex, Sex Sex Sex, Rosa Armee Fraktion et J.B.O. – Homevideo en DVD. En juin 2010, le groupe est nommé groupe du mois de juin 2010 au Forum Kultur der Metropolregion Nürnberg. Le 19 août 2011, ils sortent leur neuvième album studio Killeralbum. L'album débute troisième des classements allemands. La mascotte Ingrid sur la couverture rappelle la couverture de l'album Killers d'Iron Maiden avec sa mascotte Eddie. En octobre 2011, ils annoncent Happy Metal Thunder à l'international.

### 25 années (depuis 2014)
En 2014, J.B.O. joue à la 25e édition du Wacken Open Air, et à la 17e édition du Summer Breeze Open Air pour y célébrer leur 25e anniversaire. Le 15 août de la même année, leur dixième album studio, Nur die Besten werden alt, est publié au label du groupe Megapress. La première chanson de l'album Schule aus, une reprise de Out School d'Alice Cooper, est publié en fin juin sur Internet.
En 2016 sort le onzième album studio, simplement intitulé 11, le 8 juillet. Une vidéo lyrique de la chanson Wacken ist nur einmal im Jahr est tournée et publiée sur YouTube

## Style musical
Au début, on a des couvertures de jaquette qui indique l'humeur des chansons du Rock et de la pop joués, mais les textes sont modifiés de manière amusante et originale et interprété dans un style plus metal. En 2000, le groupe a commencé à jouer ses propres compositions, mais ils diffusent leur Blöedsinns (idiotie) qu'ils prescrivent.

## Chanson attribuées par erreur
À J.B.O. sont souvent attribuées des reprises de chansons qui ne sont pas d'eux. Notamment des chansons comme Arbeitslos und Spaß dabei (Vicki Vomit), Niemals zu den Toten Hosen gehen (Yeti Girls) ou Moskau (Donald Dark), mais aussi des versions en anglais, par exemple de Weird Al Yankovic. Cependant, il n'y a pas que des chansons reprises, mais aussi d'autres chansons, comme Die Muschi von der Uschi de Hinichen ou Mein Hund ist schwul (Die Prinzen).
La fausse attribution est née avant tout à cause des bourses d'échange, où beaucoup de ces chansons sont données pour être interprétées par JBO, par exemple Arbeitslos und Spaß dabei, Dosenbier ou Aldi schönen Sachen.

## Discographie

### Albums studio
- 1995 : Explizite Lyrik
- 1997 : laut!
- 1998 : Meister der Musik
- 2000 : Sex Sex Sex
- 2002 : Rosa Armee Fraktion
- 2004 : United States of Blöedsinn
- 2007 : Head Bang Boing
- 2009 : I Don't Like Metal...  I Love it
- 2011 : Killeralbum
- 2011 : Happy Metal Thunder

### Albums live et compilations
- 1998 : …und Spaß dabei! Der ultimative Partysampler (sampler
- 2001 : Live-Sex (album live)
- 2005 : Eine gute BLASTphemie zum Kaufen! (compilation)
- 2005 : J.B.O. (nicht nur) für Anfänger (best-of) (4 novembre)
- 2010 : 2000 Jahre J.B.O. (album live)

### Singles et EPs
- 1994 : Eine gute CD zum Kaufen! (EP) (24 avril, plus tard en tant que nouvelle édition limitée„Eine gute CD zum Saufen“)
- 1994 : BLASTphemie (EP) (16 décembre)
- 1994 : BLASTphemie Weihnachts-Édition (EP) (16 décembre)
- 1996 : No Business Like Shoebusiness (Shape CD) (1er mars)
- 1996 : Der weiße Hai im Dechsendorfer Weiher (EP) (21 juillet, CD du Festival du Lac à Erlangen en 1996, limité à 2657 exemplaires)
- 1996 : Die Megra-Hit-Twingle (EP) (27 août)
- 1997 : Bolle (Single)
- 1997 : Wir sind die Champignons (Single) (avec 2 formes, avec 2 ou 4 pistes)
- 1998 : Ällabätsch (Single)
- 2000 : Ich sag’ J.B.O. (Single) (4 septembre)
- 2001 : Bums Bums Bums Bums (Single) (29 janvier)
- 2002 : Ich will Lärm (Single) (29 juillet)
- 2004 : Gänseblümchen (Single) (12 juillet)
- 2006 : Rock Muzik (EP) (13 octobre)
- 2009 : Angie - Quit Living on Dreams (Single) (17 juillet)

### Vidéos et DVD
- 1999 : 10 Jahre Blödsinn – Das J.B.O. Home-Video (3 décembre)
- 2005 : TV Blöedsinn – DVD (21 octobre)

### Reprises
- Angie = Rolling Stones, Angie
- Arschloch und Spaß dabei = Bloodhound Gang, Fire, Water, Burn
- Diggin' the Nose (Hier bohrt der Boss noch selbst) = Bruce Springsteen, Born in the U.S.A.
- Ein bißchen Frieden = Nicole, Ein bißchen Frieden (même paroles, mais avec une voix imitant Rammstein)
- Ein Fest = Village People, Go West
- Eins, Zwei, Drei = Un, dos, Tres, María
- Ejaculatio praecox = Nirvana, Smells Like Teen Spirit
- Frauen = Herbert Grönemeyer, Männer
- Gimme Dope Joanna = Eddy Grant, Gimme Hope Joanna
- Girls, Girls, Girls = Sailor, Girls, Girls, Girls
- Head Bang Boing = Manu Chao, Bongo Bong
- Ich glaube du liebst mich nicht mehr = "Weird Al" Yankovic, You Don't Love Me Anymore
- Ich möcht so gerne Metal hör'n = Truck Stop, Ich möcht so gern Dave Dudley hör'n
- Ich vermisse meine Hölle = Zlatko, Ich vermiss dich wie die Hölle
- Im Verkehr = Johnny Wakelin, In Zaire
- Koa Alde, koa G'schrei = Bob Marley, No Woman No Cry
- Könige = Rio Reiser, König von Deutschland
- Mei Alde is im Playboy drin = J. Geils Band, Centerfold
- Mir staddn 'etz die Feier = Billy Joel, We Didn't Start the Fire
- Musiker = Harpo, Movie Star
- Oaargh! = Wir sind Helden, Nur ein Wort
- Osama = Toto, Rosanna
- Pabbarotti & Friends: Roots Bloody Roots = Sepultura, Roots Bloody Roots (même paroles, mais une partie est chantée par une voix de ténor inspirée de Pavarotti), sur l'album laut! (1997)
- Rache! = The Commodores, Nightshift
- Raining Blood = Slayer, Raining Blood (une partie de la mélodie) + Weather Girls, It's Raining Men (paroles+partie de la mélodie)
- Rauch auf'm Wasser = Deep Purple, Smoke on the Water
- Schlaf, Kindlein, schlaf = Metallica, Enter Sandman
- Symphonie der Verstopfung = Megadeth, Symphony of destruction
- Van Halen Harmonists: Jump = Van Halen, Jump (version a cappella)
- Walk with an Erection = The Bangles, Walk Like an Egyptian
- Wir ham' ne Party = Backstreet Boys, Everybody
- Wir sind die Champignons = Queen, We Are the Champions

### Apparitions d'invités
- 1997 : Der Erlkönig (sur Scherz Spezial Dragees) par Willy Astor
- 2002 : Kitzmann Bier (Wie Es Dazu Kam - Jenny Live Bei J.B.O. In Köln Am 18.3.2001) (sur Kitzmann Bier) par Jenny
- 2016 : Lemmy (sur Im Zeichen Des Affen) par King Kongs Deoroller
- 2021 : Spring (sur Chaos) par Schattenmann